# Charitopes striatus
Charitopes striatus är en stekelart som beskrevs av Henry Keith Townes, Jr. 1983. Charitopes striatus ingår i släktet Charitopes och familjen brokparasitsteklar. Inga underarter finns listade i Catalogue of Life.